# Andrak Erramutan talde feminista
Andrak erramutan es un grupo feminista de Ondárroa (Vizcaya) cuyo propósito es ocupar el espacio público del mar a través de la práctica del remo en trainera.

## Trayectoria
El grupo feminista Andrak Erramutan se fundó en otoño de 2023 en Ondárroa (Vizcaya), con el objetivo de que mujeres mayores de 45 años aprendieran a remar y lanzarse al mar.
El proyecto es una continuación del reto marítimo llevado a cabo por un grupo de mujeres de Orio en 2018. De hecho, en ese año el grupo Zergatik ez de Orio realizó la travesía marítima Orio-Bilbao-Orio en cuatro días.La tercera etapa acabó en Ondárroa y fue entonces cuando las mujeres de Ondárroa conocieron el reto marítimo. Así, en 2023 se creó el grupo de Ondarroa, para visibilizar a las mujeres en acciones relacionadas con el mar y transformar la imagen de la costa y encender retos feministas en la costa vasca.
Para ello han utilizado el remo y las traineras, porque son el eje de identidad del pueblo costero.

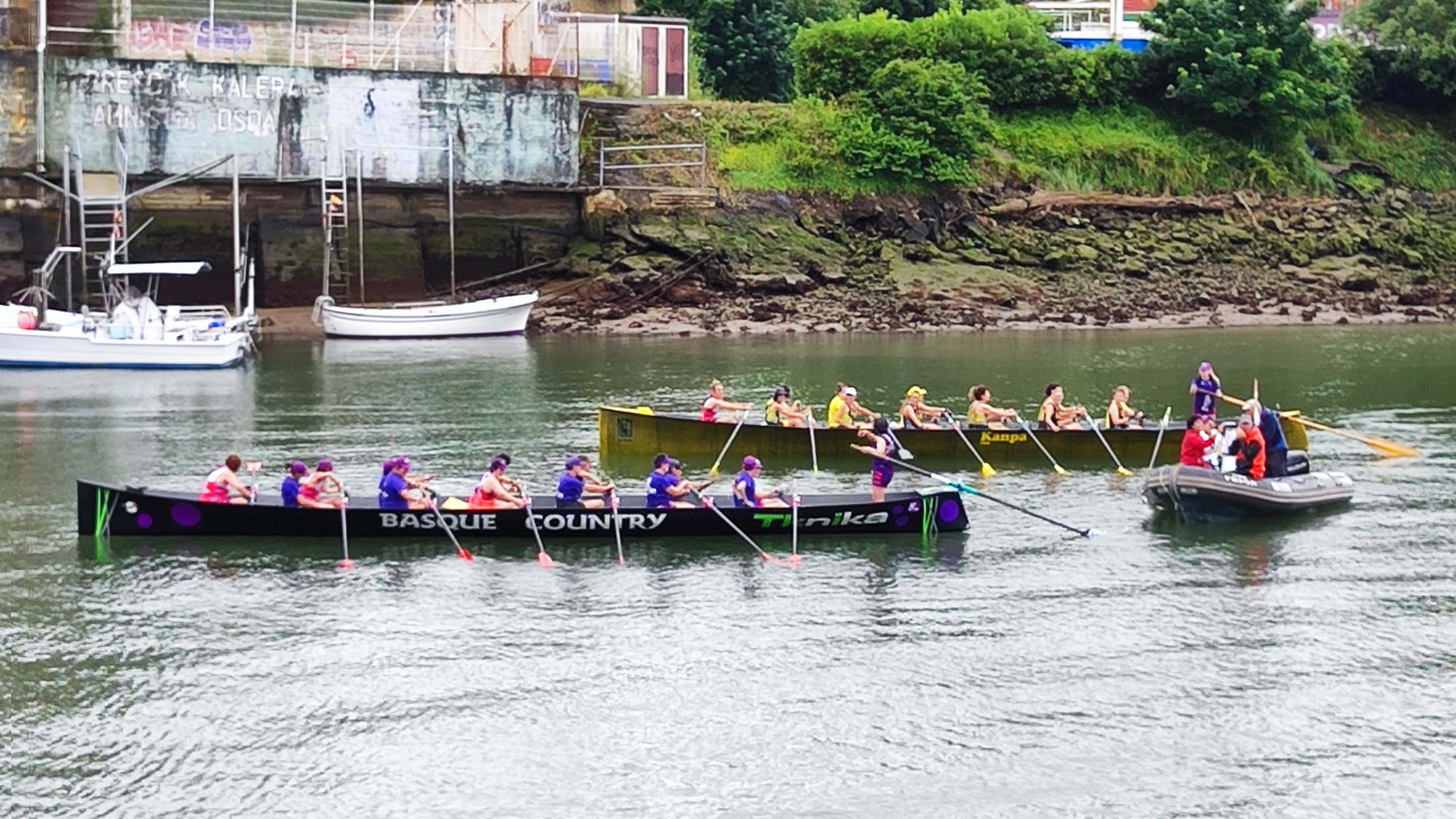
Andrak Erramutan (Ondárroa) Zergatik ez (Orio)

### Retos marítimos
Los días 6 y 7 de julio de 2024 se llevó a cabo el reto marítimo feminista Ondárroa-San Sebastián-Ondárroa por parte del grupo Ondárroa Andrak Erramutan con una distancia de 110 kilómetros. Hicieron paradas en el camino y fueron acogidas en varios lugares. El sábado 6 de julio, las Zergatik Ez de Orio recibieron al equipo, por mar, y llegaron a la plaza donde fueron recibidas con una batukada y leyeron un manifiesto. Después de almorzar allí, las de Ondárroa partieron hacia San Sebastián. El domingo 7 de julio, a su regreso de San Sebastián a Ondárroa pararon en Zumaya. Llegaron a la plazoleta acompañadas con música de trikitixa, y fueron recibidas con sones de txalaparta y un aurresku. 
En 2025 realizaron la travesía Ondárroa-Bilbao-Ondárroa (150 kilómetros), haciendo parada en varios puertos.